# Вахрушев, Василий Васильевич
Васи́лий Васи́льевич Ва́хрушев (15 (28) февраля 1902, Тула — 13 января 1947, Москва) — советский партийный и государственный деятель. Герой Социалистического Труда (1943). Председатель СНК РСФСР в 1939—1940 годах. Депутат ВС СССР 1—2 созывов, член ЦК ВКП(б) с 1939 года.

## Биография
Родился 15 (28 февраля) 1902 года в Туле в семье рабочего.
- 1910—1915 — ученик слесаря слесарно-токарной мастерской Трунова, Тула.
- 1915—1917 — подручный слесаря самоварной фабрики Медведева в Туле.
- 1917—1919 — комендант самоварно-механического завода «Социалист». Один из организаторов союза рабочей молодёжи в Туле.
- 1919—1921 — красноармеец агитпункта политуправления Западного фронта (Минск), начальник агитационной базы политуправления Западного фронта (Ржев).
- 1921—1923 — секретарь Тульской губернской контрольной комиссии РКП(б).
- 1923—1926 — начальник Тульского губернского уголовного розыска.
- 1926—1927 — директор треста «Тулшвейвата».
- 1927—1931 — директор Косогорского металлургического завода в Туле.
- январь — август 1931 — заместитель директора Тверского вагонного завода, Тверь.
- август — декабрь 1931 — помощник заведующего отделом кадров Московского областного комитета ВКП(б).
- 1931—1936 — директор Каширской электростанции, Московская область.
- 1936—1937 — начальник Мосэнерго.
- 1937—1938 — народный комиссар местной промышленности РСФСР.
- 1938—1939 — заместитель Председателя СНК РСФСР.
- 1939—1940 — Председатель СНК РСФСР, одновременно с 1939 года народный комиссар угольной промышленности СССР[1] (до 1946).
- 1946—1947 — народный комиссар (министр) угольной промышленности восточных районов СССР.

Умер 13 января 1947 года в Москве. Похоронен на Красной площади.

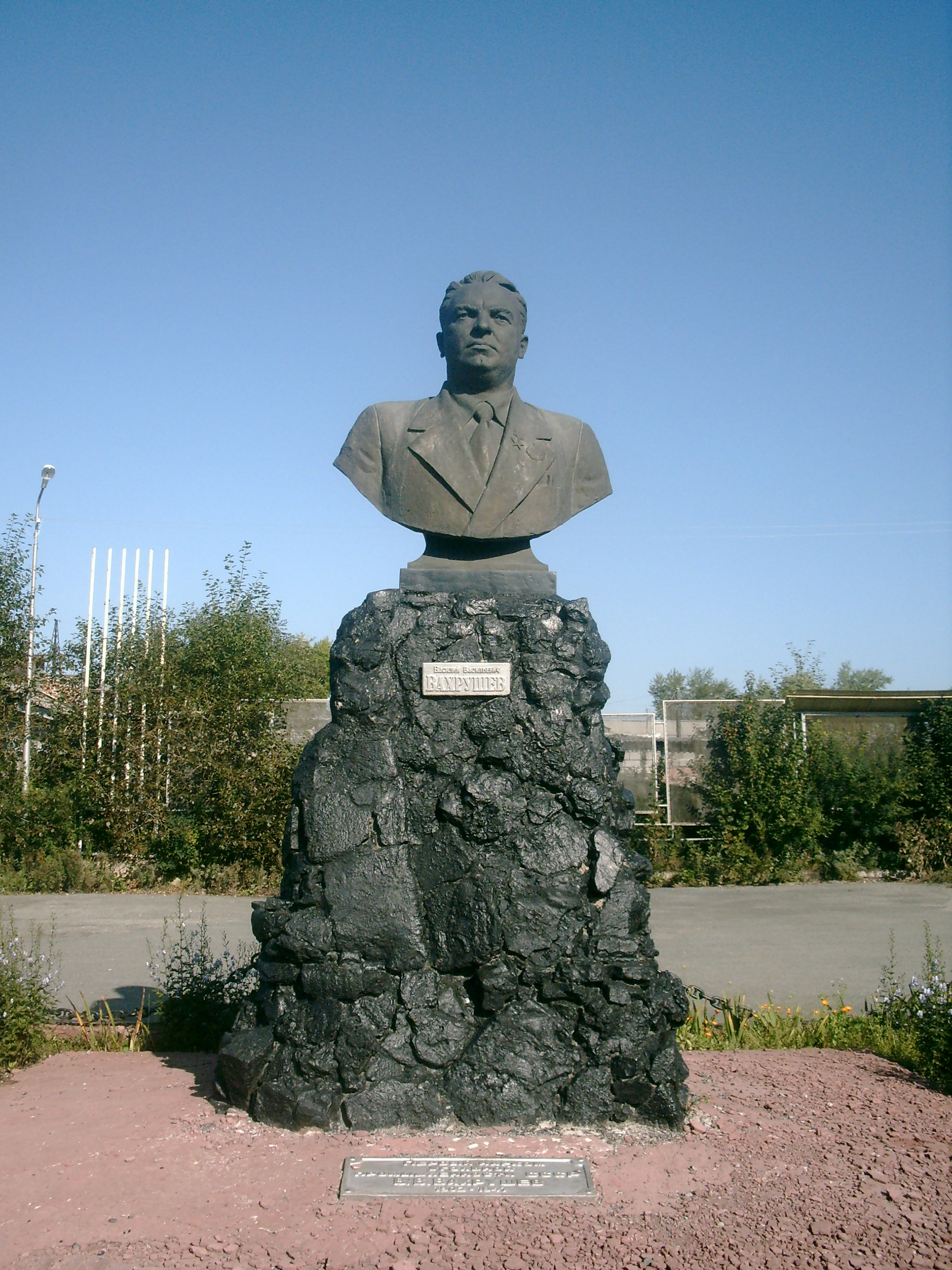
Памятник Вахрушеву в Карпинске

## Награды
- два ордена Ленина;
- орден Трудового Красного Знамени;
- Герой Социалистического Труда (1943).

## Память
Именем В. В. Вахрушева названы:

Бюст В. В. Вахрушева в Томске

- город Вахрушево в Луганской области на Украине,
- городской округ «Вахрушев» в Сахалинской области России,
- посёлок Вахрушево в Челябинской области России (в 2004 году вошёл в черту города Копейска),
- микрорайон и улица города Новомосковск (Тульская область), улица в микрорайоне Северо-Задонск города Донского Тульской области,
- ОАО «Вахрушевуголь» (бывший трест «Вахрушевуголь», до 1947 года — «Богословскуголь») в городе Карпинск,
- Томский электромеханический завод им. В. В. Вахрушева,
- прежнее название улицы Василия Сидоренко в Днепропетровске, Украина,
- улица в посёлке Косая Гора г. Тулы,
- улица в городе Артем Приморского края (в 1930—1990 гг. — центр угольной промышленности Приморского края),
- прежнее название улицы Сергея Параджанова в городе Кривой Рог, Украина,
- Свердловский горный институт им. В. В. Вахрушева (ныне Уральский государственный горный университет, г. Екатеринбург),
- Шахта им. Вахрушева объединения Ровенькиантрацит,
- улица Вахрушева в городе Сафоново, Ленгере,Кашира, Донецке, Макеевке (Советский район, п. Калиново), Гремячинск (Пермский край),
- улицы в городах Киселёвск, Прокопьевск, Еманжелинск и в поселке Тайжина, Кемеровской области.

В. В. Вахрушеву установлен бюст в городе Карпинск, памятник в Томске (на проспекте Ленина).